# Raymond (Mississippi)
Raymond település az Amerikai Egyesült Államok Mississippi államában, Hinds megyében, melynek megyeszékhelye is. Lakosainak száma 1960 fő (2020. április 1.).

## Népesség
A település népességének változása:

| 2010 | 1 933 |
| 2020 | 1 960 |